# ESCAPE / Jōnetsu no Daishō
Singles de Girl Next Door
Drive away / Shiawase no Jōken
(2008) Seeds of dream
(2009)
Jōnetsu no Daishō / ESCAPE est le 3esingle du groupe Girl Next Door sorti sous le label Avex Trax le 19 novembre 2008 au Japon. Il atteint la 3e place du classement de l'Oricon. Il se vend à 22 117 exemplaires la première semaine et il reste 7 semaines dans le classement pour un total de 30 884 exemplaires vendus.
Jōnetsu no Daishō a été utilisé comme thème de fermeture pour le drama Gira Gira. Jōnetsu no Daishō et ESCAPE sont présentes sur l'album Girl Next Door.

## Liste des titres
Toutes les paroles sont écrites par Chisa & Kato Kenn.
| 1. | Jōnetsu no Daishō (情熱の代償)                        | Suzuki Daisuke | 4:36 |
| 2. | ESCAPE                                                | Suzuki Daisuke | 5:14 |
| 3. | Jōnetsu no Daishō (Shinichi Osawa Remix) (情熱の代償) | Suzuki Daisuke | 5:33 |
| 4. | Jōnetsu no Daishō (ice cream mix) (情熱の代償)        | Suzuki Daisuke | 6:09 |

| 1. | Jōnetsu no Daishō (Music Video-Special Version) (情熱の代償) |  |